# Finn Christian Jagge
Finn Christian "Finken" Jagge, född 4 april 1966 i Stabekk i Bærum, död 8 juli 2020 i Oslo, var en norsk alpin skidåkare. Han var son till tennisspelaren Finn Dag Jagge och utförsåkaren Liv Jagge.
I världscupen vann han sju slalomtävlingar. Karriärens höjdpunkt var guldet i slalom under OS 1992 i Albertville. Jagge representerade Bærums Skiklub.
Han slutade som aktiv år 2000.